# Lemula crucifera
Lemula crucifera är en skalbaggsart som beskrevs av Michitaka Shimomura 1979. Lemula crucifera ingår i släktet Lemula och familjen långhorningar.
Artens utbredningsområde är Taiwan. Inga underarter finns listade i Catalogue of Life.